# Attentat du château de Versailles
Vous lisez un « bon article » labellisé en 2015.
L'attentat du château de Versailles entraîne la dégradation d'une partie de l'aile gauche du château de Versailles, principalement la galerie des Batailles, par l'explosion d'une bombe dans la nuit du 25 au 26 juin 1978. Cette bombe est placée la veille par deux membres du Front de libération de la Bretagne (FLB), Lionel Chenevière et Padrig Montauzier, et provoque des destructions dans un rayon de 80 mètres, pour un coût de restauration d'un peu plus de trois millions de francs.
L'attentat intervient dans le cadre d'un regain d'activité du FLB entre 1976 et 1978, à une époque où la mouvance commence à prendre pour cible des biens culturels pour protester contre la signature de la Charte culturelle bretonne l'année précédente, dont les avancées sont jugées insuffisantes par le groupe.
Les deux auteurs de l'attentat, déjà placés sous surveillance par le service régional de police judiciaire de Rennes depuis plusieurs mois, sont arrêtés dès le 27 juin. Après un procès de trois jours, ils sont condamnés à quinze ans de réclusion criminelle le 30 novembre 1978. À la suite de l'élection de François Mitterrand à la présidence de la République en 1981, ils sont amnistiés en août de la même année.

## Contexte

### Les « années de poudre » du Front de libération de la Bretagne
Après une première vague d'attentats à la bombe visant des bâtiments de l'État, de 1966 à 1972, les membres du Front de libération de la Bretagne (FLB) sont la cible de l'opération de police « Sultan IV » à partir du 18 octobre 1975. Après un travail d'infiltration des réseaux du FLB, 127 personnes sont interpellées dans ce cadre. L'opération est critiquée par la gauche parlementaire, en raison du nombre de militants des « mouvements autonomistes à tendance progressiste, (…) mouvements écologistes et anti-atomistes, (…) paysans (…) défenseurs de la langue bretonne » concernés. Dans le journal Libération, Serge July dit que « c'est ce début de fusion entre la revendication autonomiste et la colère paysanne que le gouvernement a voulu stopper. » L'opération de police reste un échec en raison du peu de résultats obtenus. Après une première amnistie, les auteurs de cette première vague d'attentats sont remis en liberté ; de 1976 à 1978, une centaine de nouvelles opérations ont lieu, avec une intensité encore inégalée.
Politiquement, ce mouvement voit apparaître une nouvelle tendance après l'attentat de Roc'h Trédudon de février 1974, ne visant plus seulement des bâtiments de l'État, mais prenant aussi pour cible des objectifs trouvant un écho avec des luttes sociales de l'époque (grève du Joint Français, affaire de Plogoff…), et le nombre d'actions augmente alors à cette époque. Les revendications culturelles sont aussi prises en compte par la mouvance, avec pour but l'obtention d'une télévision en breton ; l'émetteur de Pré-en-Pail, en Mayenne, est ainsi pris pour cible en 1977, de même que plusieurs lieux liés à cette problématique à Rennes,. Le président de la République française, Valéry Giscard d'Estaing, signe en octobre 1977 la création de la Charte culturelle bretonne, dont un volet porte sur ce point, mais ces promesses sont alors jugées insuffisantes par le FLB, et le groupe commence à envisager des cibles dans le domaine culturel à Paris.

### Paris comme objectif
Le FLB a déjà eu avant cette époque des cellules actives en région parisienne, notamment avec Jean Bothorel et Ronan Trémel dans les années 1968-1969, mais ne compte plus alors de groupe organisé dans la région. Quelques attentats y sont cependant régulièrement organisés, mais exécutés par des cellules venant de l'extérieur.
Une nouvelle cellule est implantée dans la capitale vers 1977 par Denez Riou avec des étudiants parisiens. Ceux-ci sont formés en Bretagne, où ils participent à des opérations de plasticage. À Paris, ils commencent à planifier des attentats visant différents symboles, politiques comme la Cour de sûreté de l'État, ou culturels avec le Centre national d'art et de culture Georges-Pompidou. La cellule est cependant arrêtée avant d'agir.
La Kevrenn de Rennes qui regroupe plusieurs agents dans cette ville, dont Padrig Montauzier, soumet le 4 juin 1978 un projet de plasticage au château de Versailles au Kuzul Meur, l'organe de liaison des cellules du FLB réuni ce jour-là à Gouarec. Ne pensant pas le groupe prêt pour cette opération, le Kuzul Meur n'y prête pas trop attention, et n'approuve ni ne rejette le projet.

## L'attentat

### Déroulement des faits
L'un des membres de la Kevrenn de Rennes relance plus tard l'idée à Montauzier et réussit à le convaincre. Ils partent le dimanche 25 juin 1978 au matin, en utilisant la Citroën DS bleue de Chenevière, mais plusieurs incidents interviennent. Un troisième complice devait être récupéré rue du Mail à Rennes, mais il attend à l'autre extrémité, et la voiture part sans lui. Le plein d'essence n'étant pas fait, ils doivent ensuite s'arrêter sur la route pour prendre du carburant et paient par chèque, laissant ainsi une trace de leur passage. Ils arrivent finalement au château et se mêlent à la foule des premiers visiteurs du matin pour effectuer un repérage des lieux. La galerie des Glaces est envisagée, puis écartée en raison de sa configuration ne permettant pas de concentrer le souffle d'une explosion. Leur choix s'arrête sur la galerie des Batailles.
Chenevière et Montauzier retournent l'après-midi au château, en dissimulant un pain de plastic ou un autre type d'explosif confectionné à partir de trois bâtons de 2 kg de dynamite et une minuterie dans une sacoche d'appareil photo. Le minuteur, fabriqué à partir d'un réveille-matin, est réglé pour se déclencher à deux heures du matin le lendemain, et le paquet est déposé en haut d'un placard dans l'aile du Midi,. L'explosion a lieu à 2 h 5 le dimanche. Les gardiens lancent une première fois l'alarme, mais en raison de fréquentes fausses alertes, la police ne se déplace pas. Ce n'est qu'après le passage d'une ronde de police à proximité du château que ceux-ci arrivent en nombre sur les lieux, accompagnés des pompiers.
La lettre de revendication qui devait initialement être postée les jours suivants à Paris, est déposée dans une borne téléphonique le long de la rocade de Rennes, et le soir même les deux plastiqueurs sont déjà rentrés chez eux lorsque la bombe explose. Le lundi à 8 h, l'antenne de Rennes de l'Agence France-Presse reçoit un appel anonyme de quelqu'un se réclamant du FLB-ARB. Il indique qu'un communiqué a été déposé près de la borne téléphonique no 2095 de la rocade de Rennes. Celui-ci, rédigé en breton et daté du 24 juin, provient d'un groupe revendiquant l'attentat. En plus de la lettre déposée à Rennes, deux autres collectifs inconnus revendiquent l'action, le « Groupe ouvrier et révolutionnaire » et le « Groupe contre le chômage international »,.

### Dommages

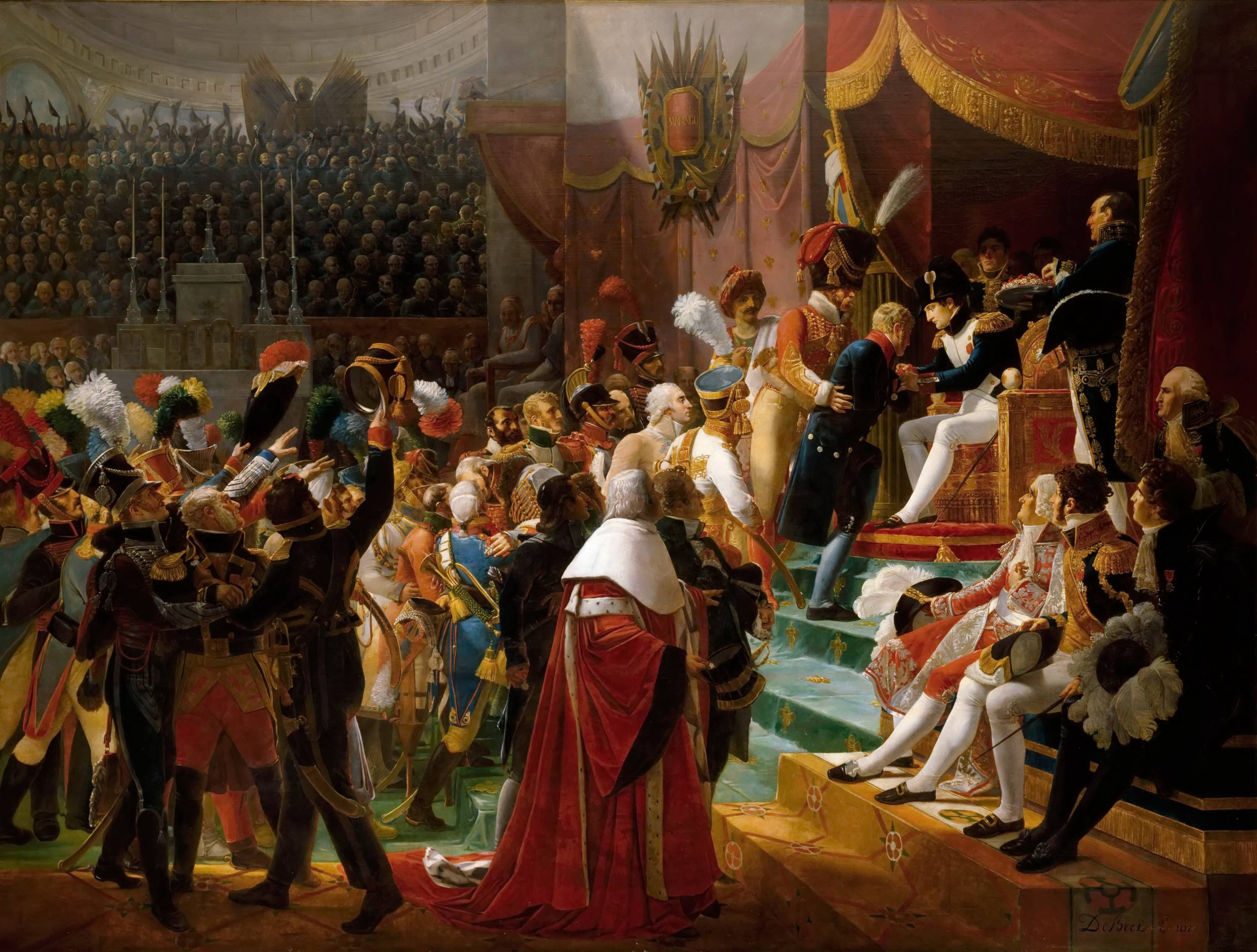
Première distribution des croix de la Légion d'honneur de Jean-Baptiste Debret, toile lourdement endommagée par l'explosion.

Les dommages matériels sont considérables : de nombreuses statues et tableaux sont très abîmés. La Première distribution des croix de la Légion d'honneur du peintre Jean-Baptiste Debret est « complètement explosée, en lambeaux » selon le conservateur en chef Gérald Van der Kemp. Au total, une dizaine de salles au rez-de-chaussée de l'aile du Midi sont touchées, et les portes et fenêtres dans un rayon de 80 m, soufflées. Un plafond présente un trou d'environ 10 m de diamètre.
La restauration est initialement estimée au minimum à cinq millions de francs et, via une souscription, environ un million et demi de francs est récolté en l'espace de cinq mois. La restauration coûte finalement un peu plus de trois millions de francs, et après travaux, la salle des Batailles est de nouveau ouverte au public à partir d'avril 1982.

### Réactions à l'attentat
La réprobation est générale dans les journaux de l'époque, en France comme à l'étranger. Le ministre de la Culture Jean-Philippe Lecat évoque un « côté criminel absolument odieux » et l'irresponsabilité des indépendantistes bretons ; Hubert Landais, directeur des musées de France à l'époque, parle d'une « véritable catastrophe » et compare l'auteur de l'attentat à un « fou », considérant que « s'attaquer à des richesses nationales est un signe de déséquilibre. » L'Union démocratique bretonne condamne elle aussi, comme pour des attentats précédents.
Le journal allemand Die Welt indique le lendemain de l'attentat qu'« aucun Français raisonnable ne désire que l'État français accorde l'indépendance aux provinces périphériques, ni en Bretagne, ni en Alsace, ni en Occitanie. »

## Suites judiciaires

### Enquête et arrestations

Logo du FLB, dont l'organisation est ébranlée par une série d'arrestations à la suite de l'attentat.

Le parquet de Versailles commence son enquête dès les premières heures suivant l'attentat, mais il est dessaisi dès le premier jour au profit de la Cour de sûreté de l'État, avec à sa tête le procureur général Raoul Béteille. Les services régionaux de police judiciaire (SRPJ) de Rennes et de Versailles sont à cette époque chargés d'enquêter sur la mouvance bretonne en région parisienne et en Bretagne. La Kevrenn de Rennes d'où sont issus Chenevière et Montauzier est déjà observée par les services rennais depuis une quinzaine de mois, et l'attentat de Versailles précipite leur arrestation. Les auteurs de l'attentat sont interpellés le mardi suivant les faits, à 10 h 30 pour le premier et à 13 h 30 pour le second, et gardés à vue pendant six jours. La police ne dispose initialement d'aucune preuve contre eux, mais leur présente un certain nombre d'éléments en leur possession et ils passent tous deux aux aveux le jeudi. Le vendredi 30 juin, l'identité des deux suspects est révélée par le commissaire Le Taillanter, et ils sont présentés comme d'anciens militants du parti politique Strollad ar Vro. La police annonce par la même occasion avoir découvert « le quartier général » du groupe dans le quartier des landes d'Apigné, ainsi qu'un certain nombre d'objets leur appartenant à proximité, dans la Vilaine.
Chenevière et Montauzier sont alors inculpés à l'issue de la garde à vue par la Cour de sûreté de l'État et incarcérés à Fresnes et Fleury-Mérogis. Le ministre de la Justice Alain Peyrefitte déclare alors qu'« ils seront jugés rapidement. » Une autre série d'arrestations est faite en Bretagne, qui ébranle l'ensemble du FLB : le 3 juillet 1978, le SRPJ de Rennes, sous les ordres de Roger Le Taillanter, annonce avoir totalement démantelé le réseau. En tout, quatorze membres du FLB sont arrêtés et placés en détention dans diverses prisons de la région parisienne.

### Procès

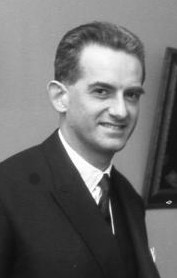
Alain Peyrefitte, ministre de la Justice à l'époque du procès de l'attentat de Versailles.

Le procès fait partie de toute une série visant différents membres du FLB et concernant diverses affaires. Le premier d'entre eux a lieu dès juillet 1978, peu de temps après l'attentat de Versailles, et concerne le commando Riwall à l'origine d'autres attentats. Les peines prononcées alors sont beaucoup plus lourdes que les condamnations que la mouvance a reçues pour les actions réalisées dans les années 1960, ce qui fait dire au journal Le Monde que la proximité avec l'attentat de Versailles joue sans doute en défaveur de ces premiers condamnés.
Le procès portant sur l'attentat de Versailles a lieu en novembre de la même année. Alors que les deux accusés sont aussi poursuivis pour d'autres attentats, il ne porte que sur les faits de Versailles. La dissociation des affaires, voulue par le procureur général près de la Cour de sûreté de l’État Raoul Béteille, est acceptée par le ministre de la Justice Alain Peyrefitte mais elle est décrite par les avocats des accusés comme « une manœuvre gouvernementale qui porte atteinte aux droits de la défense. » La longueur du procès, qui ne dure que trois jours, est critiquée par plusieurs journaux locaux, comme Ouest-France qui la juge « étrange » ou comme Le canard de Nantes à Brest qui trouve le procès « bizarre » et « boiteux ». Montauzier se défend en disant avoir voulu « perpétuer le combat des bonnets rouges » et réclame d'être jugé en Bretagne par une juridiction bretonne, ainsi que l'obtention du statut de prisonnier politique. Devant le refus de la cour d'accéder à leurs demandes, ils quittent la salle et continuent une grève de la faim entamée plus tôt. Leurs avocats refusent de plaider, déclarant « en accord avec les accusés (…) notre seule plaidoirie doit être le silence », et les deux poseurs de bombe n'assistent pas à la suite du procès. Une vingtaine de témoins se succèdent à la barre. Les avocats des parties civiles réclament 50 000 francs de dommages et intérêts au titre des destructions et des frais de restauration des œuvres endommagées. Dans son réquisitoire, après avoir envisagé la peine de mort, l'avocat général demande 20 ans de prison, les trouvant « imbéciles, c'est-à-dire (étymologiquement) des faibles d'esprit » et voyant là une circonstance atténuante. Au bout d'une heure et demie, le jury rend son verdict : Chenevière et Montauzier sont condamnés à quinze ans de réclusion criminelle le 30 novembre 1978. À l'annonce du verdict, des drapeaux sont agités dans la salle d'audience, et une bombarde entonne le Kan bale an ARB.
La sévérité du verdict est relevée par la presse française, bien qu'elle leur ait été jusqu'alors hostile. Le Matin de Paris parle d'« un très lourd verdict » et L'Humanité juge que « la gravité de la peine (…) ne peut que choquer ». Selon Sorj Chalandon de Libération : « quinze ans, ce n'est pas pour des militants bretons qui ont eu recours à la dynamite pour se faire entendre. Quinze ans, c'est pour deux profanateurs de lieu sacré et de sépultures ». Dans le champ politique, Michel Rocard pour le PSU indique que « nous désapprouvons l'acte, mais nous désapprouvons aussi la condamnation. »

### Amnistie
À la suite d'autres procès d'activistes du FLB, des associations se forment, réclamant l'amnistie de l'ensemble des prisonniers, ainsi que la dissolution de la Cour de sûreté de l'État. Quarante municipalités votent des motions allant dans ce sens, dont Nantes, Brest, Saint-Malo et Concarneau, de même que certains syndicats, partis politiques et ONG.
L'année 1981 est une année d'élection présidentielle en France, et le candidat du Parti socialiste François Mitterrand fait pendant la campagne électorale des déclarations correspondant aux demandes du mouvement breton, allant jusqu'à parler de « réparation historique pour la langue bretonne », ou d'arrêt du projet d'implantation d'une centrale nucléaire à Plogoff. Bien qu'avec 49,2 % des suffrages, il ne s'impose pas le 11 mai 1981 en Bretagne, il améliore de sept points son score de 1974 face au même candidat. Le 11 juin de la même année, des militants pro-amnistie sont reçus par la ministre de la Justice, et réclament la libération de ces prisonniers.
Une loi d'amnistie est effectivement votée dès août 1981, après quelques libérations dès le mois de juin, ce qui permet la libération d'une centaine de prisonniers corses, kanaks, guyanais, mais aussi bretons. Initialement limitée à quelques cas, elle est avant la fin de l'été étendue à l'ensemble des prisonniers. Dans le même temps, la Cour de sûreté de l'État est dissoute. Avant même leur libération, Chenevière et Montauzier reçoivent une facture de TéléDiffusion de France leur réclamant plus de 9 500 000 francs pour des dégâts provoqués par d'autres attentats, l'amnistie ne levant pas les condamnations financières. Cette facture est finalement classée. Les deux activistes s'engagent par la suite dans le Parti pour l'organisation de la Bretagne libre et y jouent un rôle relativement important.